# Апстракција
Апстракција (лат. abstractio) је мисаоно издвајање неких особина и својстава предмета од самог предмета, као и апстрактан појам издвојен од нечега конкретног за који је везан. Апстрахирати или апстраховати (нем. abstrahieren): вршити апстракцију, и не узети (узимати) нешто у обзир, не обазрети се, не обазирати се на нешто. Апстрактно: добијено апстракцијом, мисаоно; супротно од конкретно.
Фактички, када је нешто апстрактно, то значи да се нешто не односи само на једну појединост, већ на неку већу целину, скуп нечега и сл. Апстрактно мишљење је врста мишљења која се одликује тиме да високо надилази перцептивни ниво и конкретне појаве и да оперише апстрактним симболима.
Апстракција у својој секундарној употреби је материјални процес, о чему се говори у темама у наставку.

## Порекло
Антрополози, археолози и социолози сматрају да је размишљање у апстракцијама једна од кључних особина модерног људског понашања, за које се верује да се развило пре између 50.000 и 100.000 година. Његов развој је вероватно био уско повезан са развојем људског језика, за који се чини да (било усмено или писано) укључује и олакшава апстрактно размишљање.

### Историја
Апстракција укључује индукцију идеја или синтезу одређених чињеница у једну општу теорију о нечему. То је супротно од спецификације, што је анализа или разбијање опште идеје или апстракције на конкретне чињенице. Апстракцију се може илустровати делом Novum Organum (1620) Франсиса Бејкон, књига модерне научне филозофије написана у касном Јакобинском добу у Енглеској да подстакне модерне мислиоце да прикупе специфичне чињенице пре него што направе било какву генерализацију.
Бејкон је користио и промовисао индукцију као алат за апстракцију; то је допуњавало, али се разликовало од античког приступа дедуктивног размишљања које је доминирало интелектуалним светом још од времена грчких филозофа попут Талеса, Анаксимандра и Аристотела. Талес (око 624–546. п. н. е.) је веровао да све у универзуму потиче од једне главне супстанце, воде. Он је закључио или прецизирао из опште идеје, „све је вода“, до специфичних облика воде као што су лед, снег, магла и реке.
Савремени научници такође могу да користе супротан приступ апстракцији, или идући од одређених чињеница прикупљених у једну општу идеју, као што је кретање планета (Њутн (1642–1727)). Када су утврдили да је Сунце центар нашег Сунчевог система (Коперник (1473–1543)), научници су морали да користе хиљаде мерења да би коначно закључили да се Марс креће по елиптичној орбити око Сунца (Кеплер (1571–1630)), или да споји више специфичних чињеница у закон падајућих тела (Галилео (1564–1642)).

## Теме

### Компресије
Апстрактност се може посматрати као процес компресије, мапирања више различитих делова конститутивних података у један део апстрактних података; на основу сличности у конститутивним подацима, на пример, много различитих физичких мачака се мапира у апстракцију „мачка”. Ова концептуална шема наглашава инхерентну једнакост конститутивних и апстрактних података, чиме се избегавају проблеми који проистичу из разлике између „апстрактних“ и „конкретних“. У том смислу процес апстракције подразумева идентификацију сличности између објеката и процес повезивања ових објеката са апстракцијом (која је сама по себи објекат).
На пример, слика 1 испод илуструје конкретан однос „Мачка седи на простирци“.
Ланци апстракција се могу протумачити, крећући се од неуронских импулса који проистичу из чулне перцепције до основних апстракција као што су боја или облик, до искуствених апстракција као што је специфична мачка, до семантичких апстракција као што је „идеја“ о мачки, до класе објеката као што су „сисари“ те чак и категорије као што је „објекат“ за разлику од „акције“.
На пример, графикон 1 испод изражава апстракцију „агент седи на локацији“. Ова концептуална шема не подразумева никакву специфичну хијерархијску таксономију (као што је поменута која укључује мачке и сисаре), само прогресивно искључивање детаља.

### Инстанцирање
Непостојеће ствари на било ком одређеном месту и времену се често посматрају као апстрактне. Насупрот томе, примери или чланови такве апстрактне ствари могу постојати на много различитих места и времена.
За те апстрактне ствари се онда каже да се вишеструко инстанцирају, у смислу слике 1, слике 2, итд, приказаних испод. Међутим, није довољно дефинисати апстрактне идеје као оне које се могу инстанцирати и дефинисати апстракцију као кретање у супротном смеру од инстанцирања. На тај начин би концепти „мачка” и „телефон” постали апстрактне идеје, јер упркос њиховом различитом изгледу, одређена мачка или одређени телефон су пример концепта „мачка” или концепта „телефон”. Иако су појмови „мачка” и „телефон” апстракције, они нису апстрактни у смислу објеката на графикону 1 испод. Могли бисмо да погледамо друге графиконе, у прогресији од мачке до сисара до животиње, и видимо да је животиња апстрактнија од сисара; али с друге стране, сисар је теже изразити, свакако у односу на тоболчар или монотрем.

### Материјални процес
И даље задржавајући примарно значење речи 'abstrere' или 'удаљавати се од', апстракција новца, на пример, функционише тако што се удаљава од специфичне вредности ствари омогућавајући упоређивање потпуно несразмерних објеката (погледајте одељак о 'Физикалности' испод). Писање Карла Маркса о апстракцији робе препознаје паралелни процес.
Држава (владавина) као концепт и материјална пракса илуструје две стране овог процеса апстракције. Концептуално, 'садашњи концепт државе је апстракција од много конкретније ране модерне употребе као положаја или статуса кнеза, његових видљивих поседа'. Истовремено, материјално, 'пракса државности је сада конститутивно и материјално више апстрактнија него у време када су кнезови владали као оличење проширене власти'.

### Онтолошки статус
Начин на који физички објекти, као што су камење и дрвеће, постоје разликује се од начина на који постоје својства апстрактних концепата или односа, на пример начин на који егзистирају конкретне, посебне особе приказане на слици 1 разликује се од начина на који концепти илустровани у графу 1 постоје. Та разлика објашњава онтолошку корисност речи „апстрактно“. Реч се примењује на својства и односе како би означила чињеницу да, ако постоје, не постоје у простору или времену, али да њихови примери могу постојати, потенцијално на много различитих места и времена.

### Физикалност
Физички објекат (могући референт појма или речи) сматра се конкретним (не апстрактним) ако је то одређена индивидуа која заузима одређено место и време. Међутим, у секундарном смислу појма 'апстракција', овај физички објекат може да носи процесе материјалног апстраховања. На пример, помагала за вођење евиденције широм Плодног полумесеца су укључивала каменце (глинене кугле, чуњеве, итд.) које су представљале пребројавање предмета, вероватно стоке или житарица, запечаћених у контејнерима. Према Шмандт-Бесерату из 1981. године, ове глинене посуде су садржавале жетоне, сума којих је представљала укупан број предмета који се преносе. Ти контејнери су тако служили попут товарног листа или рачуноводствених књига. Да би се избегло разбијање контејнера за бројање, ознаке су стављене на спољашњу страну контејнера. Ови физички знаци, другим речима, деловали су као материјалне апстракције материјално апстрактног процеса рачуноводства, користећи концептуалне апстракције (бројеве) да саопште његово значење.
Апстрактне ствари се понекад дефинишу као оне ствари које не постоје у стварности или постоје само као чулни доживљаји, попут црвене боје. Та дефиниција, међутим, пати од потешкоћа да се одлучи које су ствари стварне (тј. које ствари постоје у стварности). На пример, тешко је сложити се да ли су појмови као што су Бог, број три и доброта стварни, апстрактни или обоје.
Приступ решавању такве потешкоће је употреба предиката као општег појма за то да ли су ствари на различите начине стварне, апстрактне, конкретне или одређене особине (нпр. добре). Питања о својствима ствари су онда пропозиције о предикатима, које исказе остаје да процени истраживач. У доњем графикону 1, графички односи попут стрелица које спајају оквире и елипсе могу означавати предикате.

### Референцирање и упућивање
Апстракције понекад имају двосмислене референце. На пример, „срећа“ може значити доживљавање различитих позитивних емоција, али се може односити и на задовољство животом и субјективно благостање. Исто тако, „архитектура“ се односи не само на пројектовање сигурних, функционалних зграда, већ и на елементе креације и иновације који имају за циљ елегантна решења грађевинских проблема, коришћење простора и покушај изазивања емотивног одговора код градитеља, власника, гледаоца и корисника зграде.

### Поједностављивање и уређивање
Апстракција користи стратегију поједностављивања, при чему су претходни конкретни детаљи остављени двосмислени, нејасни или недефинисани; стога ефикасна комуникација о стварима апстрактним захтева интуитивно или заједничко искуство између комуникатора и примаоца комуникације. Ово важи за сву вербалну/апстрактну комуникацију.
На пример, многе различите ствари могу бити црвене. Исто тако, многе ствари стоје на површини (као на слици 1, десно). Својство црвенила и релација седење су стога апстракције тих објеката. Конкретно, график концептуалног дијаграма 1 идентификује само три кутије, две елипсе и четири стрелице (и њихових пет ознака), док слика 1 показује много више сликовних детаља, са мноштвом имплицитних односа као на слици, а не са девет експлицитних детаља на графикону.
Графикон 1 описује неке експлицитне односе између објеката дијаграма. На пример, стрелица између агента и мачке:Елси приказује пример is-a односа, као и стрелица између локације и MAT. Стрелице између герунд/презент партиципа СЕДИ и именични агент и локација изражавају основни однос дијаграма; „агент СЕДИ на локацији”; Елсе је пример мачке.
Иако је опис седења (графикон 1) апстрактнији од графичке слике мачке која седи на простирци (слика 1), разграничење апстрактних ствари од конкретних ствари је донекле двосмислено; ова двосмисленост или недореченост је карактеристична за апстракцију. Тако нешто једноставно као новине може бити специфицирано на шест нивоа, као у илустрацији те двосмислености Дагласа Хофштатера, са прогресијом од апстрактног ка конкретном у Гедел, Есхер, Баху (1979):

(1) публикација
(2) новине
(3) Сан Франциско Хроникл
(4) издање од 18. маја Сан Франциско Хрониклa
(5) мој примерак издања од 18. маја Сан Франциско Хрониклa
(6) мој примерак издања од 18. маја Сан Франциско Хрониклa какав је био када сам га први пут узео у руке (у супротности са мојим примерком као што је био неколико дана касније: у мом камину, горећи)

Апстракција тако може обухватити сваки од ових нивоа детаља без губитка општости. Али можда би детектив или филозоф/научник/инжењер могао тражити да сазна о нечему, на све дубљим нивоима детаља, да би решио злочин или загонетку.

### Мисаони процеси
У филозофској терминологији, апстракција је мисаони процес у коме се идеје удаљавају од објеката. Али идеја се може симболизовати.

## У математици
Апстракција, односно апстраховање у математици је процес разматрања извесних особина објеката изостављањем других које нису релевантне. То је основа класификовања, процедуре која резултује скупом чланова са посебним особинама. Поменути скуп се означава са {\displaystyle \{x:F(x)\},} чит. икс такво да је еф од икс, односно х које има особину F(х), где је F(х) својство које чланови скупа морају задовољити. На пример, {x:x је птица}, означава скуп у којем су сви елементи птице.

### Аксиома апстракције
Нека је дата произвољна особина f(x), тада постоји скуп чији чланови поседују баш ту особину, тј.
{\displaystyle (\exists y)(\forall x)(x\in y\iff F(x)).}
Наведена аксиома апстракције је први пут експлицитно формулисана од стране Фригеа 1893. године, да би затим, од стране Расела, била доведена у контрадикцију:
Нека је дата особина F(x), поменутог аксиома, особина не-припадања самом себи. Тада је
{\displaystyle (\exists y)(\forall x)(x\in \iff x\notin x),}
аксиом избора, који једноставним корацима води у контрадикцију
{\displaystyle y\in y\wedge y\notin y.}
Да би избегао овај, тзв. Раселов парадокс, Зермело је 1908. увео аксиом сепарације:
{\displaystyle (\exists y)(\forall x)(x\in y\iff x\in z\wedge F(x)),}
у којем егзистенција скупа у није више претпостављена безусловно.